# Васильевка (Ужурский район)
Васи́льевка — село в Ужурском районе Красноярского края России. Административный центр Васильевского сельсовета.

## География
Деревня находится на расстоянии 16 км к северу от города Ужур, административного центра района.

## История
Село основано в 1907 году переселенцами, водворенными на участок «Васильевский» Ужурской волости Ачинского уезда из Орловской губернии.

## Население
| 1926 | 2010 |
| ---- | ---- |
| 1038 | ↘113 |